# Beheer met grote grazers in Nederland

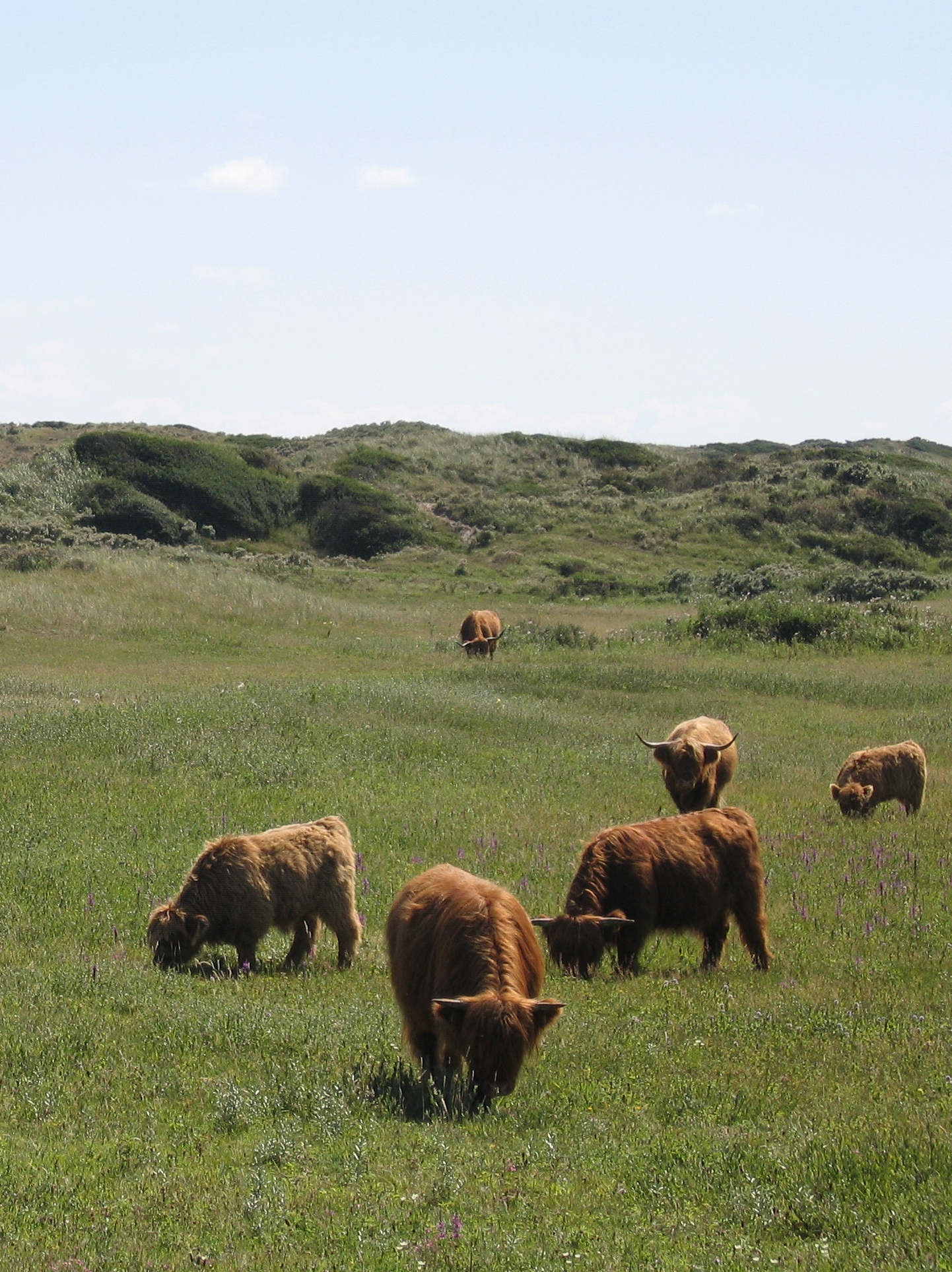
Schotse hooglanders in de Kennemerduinen in 2005

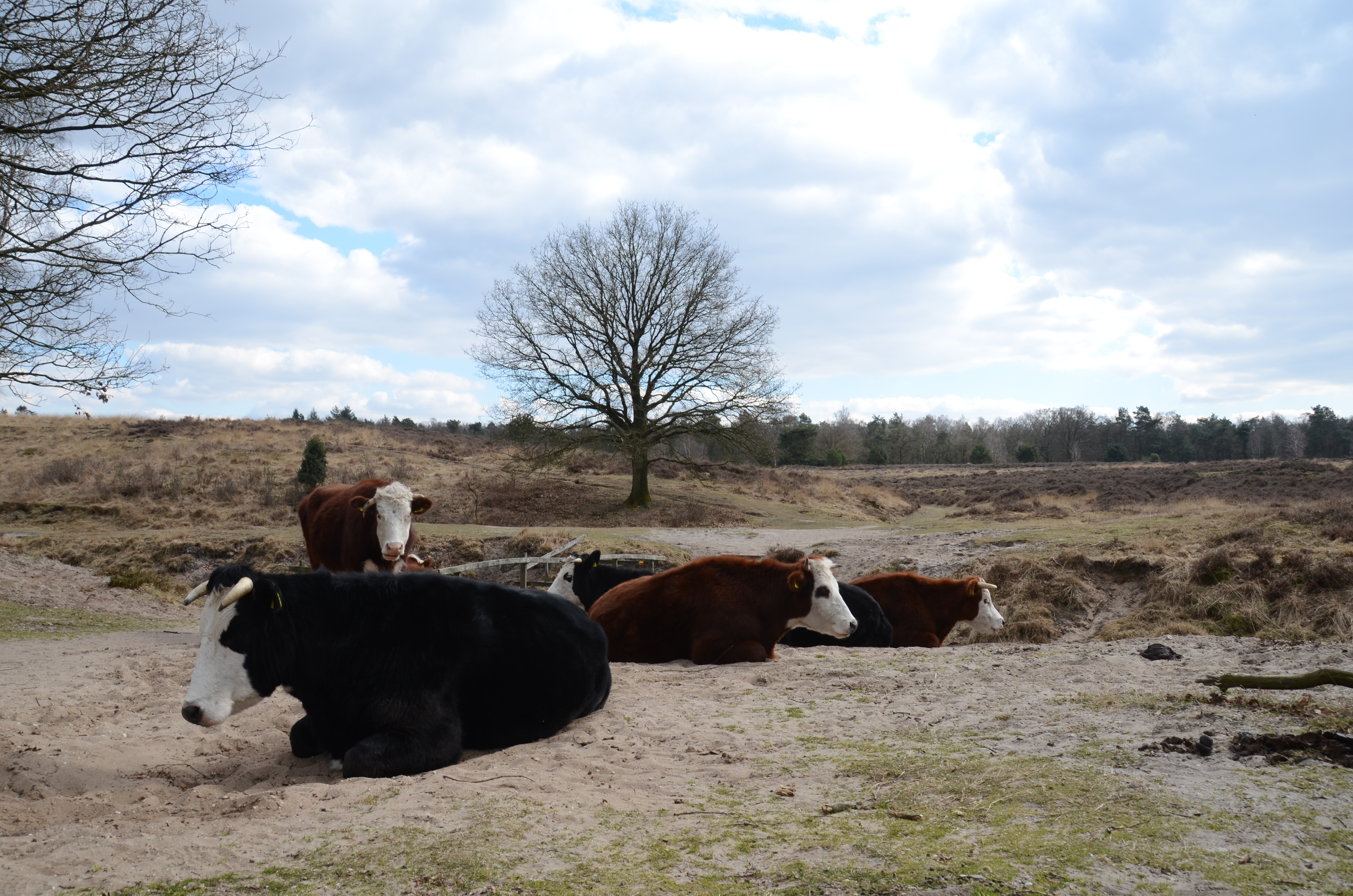
Blaarkoppen op de heide bij Doorwerth in 2013

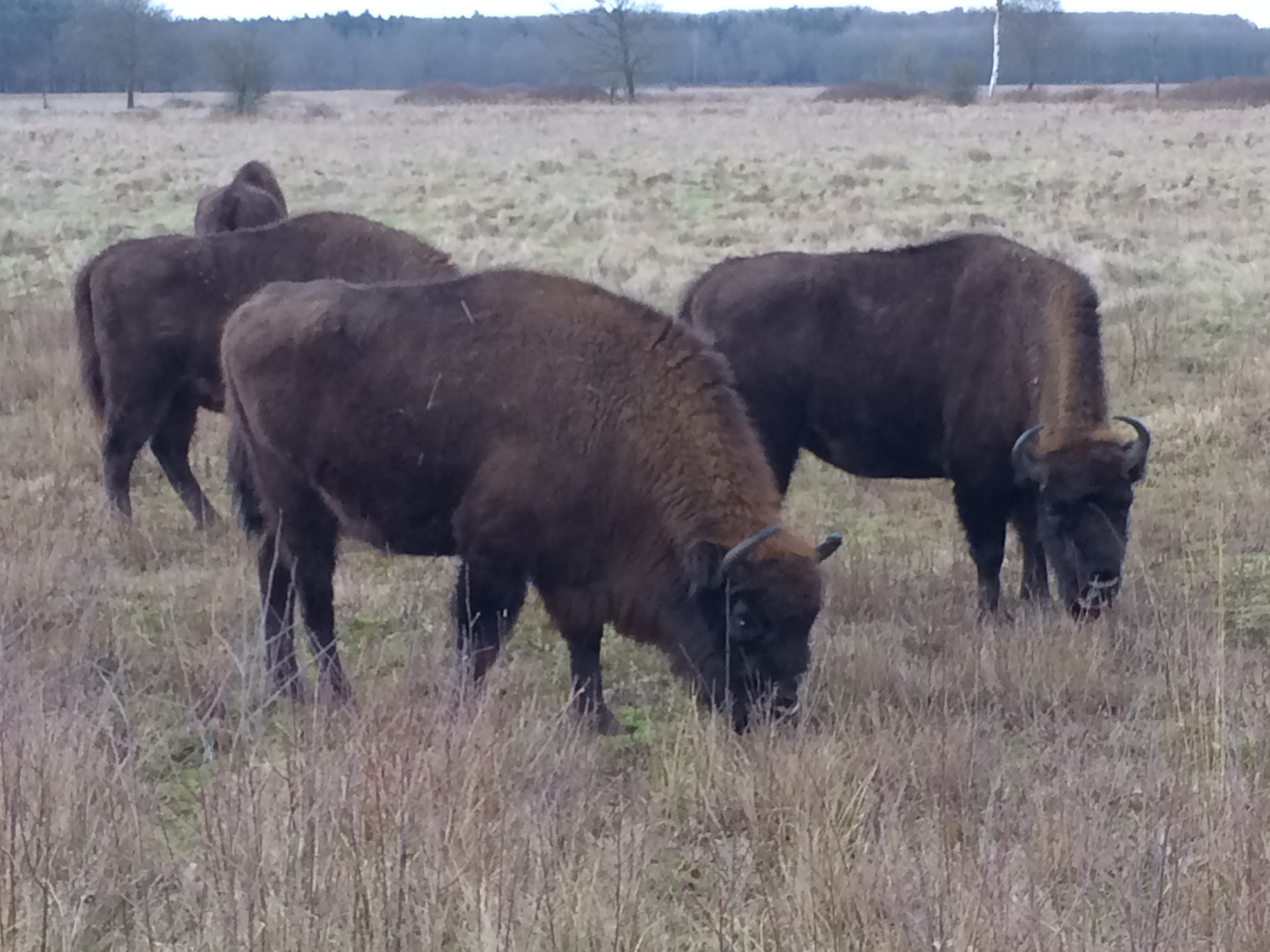
Wisenten in natuurgebied Maashorst in 2017

Beheer met grote grazers (graasbeheer) is een vorm van begrazing die in Nederland sinds ongeveer 1970 op steeds grotere schaal wordt toegepast, anno 2015 in meer dan 500 natuurgebieden. De aanwezigheid van grote grazers remt verruiging en de opslag van struiken en bomen, waardoor bosontwikkeling wordt vertraagd. 
Grazers kunnen een belangrijke rol spelen bij het beheer en de vorming van het landschap. Door hun gegraas ontstaat een gevarieerd landschap bestaande uit graslanden, ruigten, struwelen en bossen. Van deze variatie kunnen vele andere soorten planten en dieren profiteren. Met grote grazers ten dienste van natuurbeheer doelt men op bepaalde soorten hoefdieren, in het bijzonder runderen, paarden en herten, soms ook andere soorten zoals schapen en geiten.
Het beheer met grote grazers is vaak anders dan natuurlijke begrazing die spontaan en ongecontroleerd plaats vindt door autonoom levende wilde grazers.

## Doelstellingen en argumenten
Er zijn verschillende argumenten om grote grazers in te zetten bij het beheer van natuur, met bijbehorende doelstellingen:  
- een economisch, budgettair argument: het vervangen van het dure of moeilijke mechanische maaibeheer
- een ethisch-ecologisch argument: het stimuleren van natuurlijke processen of wildernis
- een biodiversiteits-argument: het bevorderen van variatie in flora, fauna of landschap.
- een esthetisch-recreatief argument: het verkrijgen van een mooi landschap met cultuurhistorische waardevolle patronen of dieren

## Uitvoering
In gebieden waar het behoud van het cultuurlandschap het doel is worden specifiek daarvoor geschikte soorten en rassen ingezet, vaak met gehoede kuddes. Veelal is dan sprake van een seizoensbegrazing.
Voor jaarrond-begrazing kiest men grote grazers die in ecologisch opzicht lijken op soorten die van nature in het gebied voorkwamen en zelfredzaam zijn. Men verwijst daarmee naar het Neolithicum of vroeger. Men veronderstelt dat de gebruikte grote grazers de niche innemen van soorten die door klimaatswijzigingen, jacht en de opkomst van de landbouw zijn verdwenen.
Runderen en paarden zijn de meest ingezette grote grazers in de Lage Landen die de uitgeroeide oeros en wild paard zouden moeten vervangen. Dat ze zelfredzaam zijn wil niet alleen zeggen dat ze het gehele jaar buiten kunnen blijven, maar ook zonder hulp kunnen afkalven en ongevoelig zijn voor ziekten. Wettelijk gezien blijven deze grote grazers huisdieren met alle daar aan gekoppelde verplichtingen zoals identificatie.
Bij de sinds ongeveer 1990 gestarte experimenten met grote grazers kwamen diverse problemen aan het licht, zoals een onverwachte populatiegroei van de grote grazers, negatieve effecten op de biodiversiteit en maatschappelijke weerstand.

## Typen grazers en eisen
De grote grazers in Nederlandse natuurgebieden kunnen worden verdeeld in vier groepen:
- dieren die als vee gelden, die gedomesticeerd zijn, zoals de koe en het schaap;
- dieren die gedeeltelijk verwilderd (of gededomesticeerd) zijn, zoals het heckrund en de Schotse hooglander;
- wilde dieren die in onze regio in het wild voorkomen zoals het edelhert;
- van oorsprong wilde dieren die van elders zijn ingevoerd, zoals de moeflon en de wisent

Gedomesticeerde en gededomesticeerde runderen en paarden worden in de meeste natuurgebieden gezien als vee. Zij moeten voldoen aan alle eisen die aan landbouwvee gesteld worden: ze moeten gemerkt zijn via een oormerk of een andere identificatiemethode en over hun gezondheid en welzijn moet worden gewaakt. Ze worden eventueel bijgevoerd en bij overtal en lijden soms afgevoerd. Kadavers van ge(de)domestificeerde runderen en paarden mogen niet blijven liggen in een natuurgebied.
Het aantal grazers dat (jaarrond) in een gebied aanwezig kan zijn is, behalve  van het oppervlak, afhankelijk van de beschikbare hoeveelheid voedsel in een gebied. Zo is op voedselrijke kleigrond de hoeveelheid begroeiing, en daarmee de hoeveelheid voedsel, veelal hoger dan op de arme zandgronden. De populatie wordt hier  gereguleerd door natuurlijke aanwas, natuurlijke sterfte en afschot maar niet door predatie of migratie.
In de meeste gebieden met een jaarrondbegrazing is in het zomerhalfjaar een overdaad aan vegetatie aanwezig. De dieren hebben meer dan voldoende te eten en bouwen in die periode een dikke vetlaag op. In de herfst en winter neemt de vegetatiegroei af. De grazers schakelen dan over van gras naar ruigtekruiden en de bast van takken en twijgen. Wanneer de winter lang aanhoudt en ook deze voedselbronnen opraken, teren de dieren in op hun vetlaag. Deze vetlaag is een goede graadmeter voor de conditie van de dieren. Als de conditie te zeer afneemt kan overwogen worden om dieren uit het gebied te halen of bij te voeren. Een nadeel van bijvoeren kan zijn dat nutriënten en vreemde zaden en sporen worden aangevoerd, dat daardoor te veel dieren overleven, gelet op de draagkracht van het gebied, zodat wellicht later alsnog ingegrepen moet worden. Alternatief is dat voorafgaande aan de winter wordt bepaald hoeveel dieren in het gebied mogen blijven en de rest op voorhand wordt verwijderd.
Als gebieden groot genoeg zijn of met andere verbonden, kunnen grote grazers wegtrekken. Zo is van edelherten bekend dat zij vroeger in het zomerhalfjaar in de uiterwaarden graasden en in de hoger gelegen bossen overwinterden. Dergelijke verbindingen zijn veelal verdwenen door hekwerken, wegen of natuurlijke barrières als rivieren.

## Achtergrond
In Nederland worden al zeker sinds de vroege jaren 1970 experimenten uitgevoerd met begrazing in natuurgebieden. Een nieuwe impuls kwam omstreeks 1990 van biologen zoals Frans Vera, die in zijn proefschrift beschreef dat de Lage Landen vroeger niet eenzijdig bebost waren, maar dat er sprake was van een half open landschap, dat door grote grazers was gecreëerd. Vera pleitte krachtig voor het grootschalig inzetten van grote grazers in het natuurbeheer. Sommigen leverden kritiek op Vera. Het was huns inziens niet altijd duidelijk welke referentie Vera had gekozen, en men verschilde van mening of de ontwikkeling van de verhouding bos/niet bos door de aanwezigheid van grote grazers verklaard kon worden. Zeker is dat vanaf de vroege middeleeuwen steeds meer bos omgezet werd in landbouwgrond. Het overgebleven bos werd geëxploiteerd voor jacht, hout- en strooiselwinning. Op veel andere gronden, heide en graslanden, werd vee gehoed. Tot in het begin van de twintigste eeuw werden landbouwgebieden gekenmerkt door een hoge biodiversiteit en verscheidenheid aan landschappen. De natuur in bossen en landbouwgronden was dus niet wild maar mens-gerelateerd, al konden dieren en planten zich op veel plekken spontaan ontwikkelen. Zeker is ook dat in Europa na de laatste ijstijd vanwege grote klimaatwijzigingen het aantal oerossen en wisenten sterk afnam. De oeros stierf uit in 1627 (in Nederland in de zevende eeuw), de tarpan in 1887.

## Kritiek
Wanneer (jaarrond-) begrazing met grote grazers gebeurt met een te groot aantal dieren, dan kan dit een negatief effect hebben op andere soorten in een gebied.
Floristen zagen terreinen als gevolg van vraat en vertrapping door grote grazers verarmen, bijvoorbeeld de kruiden- en orchideeënrijke duinvalleien. De natuurbeheerders zouden, zo stelden zij voor, de plaatsen waar zeldzame soorten voorkomen door middel van rasters van begrazing dienen uit te zonderen. Een ander punt van zorg was dat de stand van vogels die op de bodem broeden in veel gebieden dramatisch achteruit ging; deze ontwikkeling kan echter niet uitsluitend aan begrazing worden toegeschreven.
Een voorbeeld waarbij begrazing door grote grazers vooralsnog niet naar wens verloopt, betreft landgoed Duin en Kruidberg. Dit gebied wordt beheerd door Natuurmonumenten en is onderdeel van Nationaal Park Zuid-Kennemerland. Er lopen sedert 2003 Schotse Hooglanders. Het doel is dat de dieren door begrazing en vertrapping de vergrassing en de struikvorming van het duin voor een groot deel teniet doen. De eerste tijd bezochten de Hooglanders bij voorkeur de stukken duin waarop kardinaalsmuts groeide, een door de runderen geliefde bron van voedsel. Nadat alle struiken waren kaalgevreten (waartoe de runderen de takken van hoge struiken naar beneden omknikken) en de meeste waren afgestorven, trokken de dieren verder en lieten zij zich daar nog slechts sporadisch zien. Het gevolg is een toename van de vergrassing, hoewel het gras aanvankelijk door de koeien werd begraasd. De te bestrijden Amerikaanse vogelkers liep na het vertrek van de koeien weer ongehinderd uit. Hier is het doel van de begrazing, althans plaatselijk, mislukt doordat de praktijk anders uitpakte dan van tevoren verwacht. De dieren zwermden makkelijk uit naar de aangrenzende Kennemerduinen. Voor de bestrijding van de vergrassing en de Amerikaanse vogelkers zouden, zo is geopperd, meer runderen per hectare dienen te worden uitgezet wat nadelig zal zijn voor andere flora en fauna.
Op het Rolverseiland in de Amsterdamse Waterleidingduinen lopen op 36 hectare acht runderen, het jaar rond, bijna een rund op elke 4,5 hectare. Struiken van Amerikaanse vogelkers houden zich daar verborgen tussen de stekels van de duindoorn en meidoorn. Door de begrazing zijn er negatieve invloeden op belangrijke fauna-elementen zoals dagvlinders. Ook in andere gebieden hebben grote grazers negatieve effecten. Een langjarig experiment in de duinen van Nationaal Park Zuid-Kennemerland met begrazing door wisenten laat echter een licht positief effect van deze begrazing zien op broedvogels van bossen en struwelen.
Begrazing met grote grazers zou sanitaire risico's met zich mee brengen voor de veestapel. Ook zou het de veiligheid van recreanten kunnen bedreigen omdat deze het gevaar van grote grazers niet goed kunnen beoordelen.

### Oostvaardersplassen
Een gebied waar de ideeën van bioloog Vera in grote lijnen met vrij levende grote kuddes zijn toegepast is Oostvaardersplassen. Dit natuurgebied omvat naast een moerasgebied een groot areaal graslandgebied. Het moerasgebied wordt jaarlijks open gehouden door grote aantallen wilde ganzen, die voorkomen dat het rietland dichtgroeit. Voor het beheer van het grasland is gekozen voor de inzet van drie soorten grote grazers: het edelhert, de konik en het heckrund. Ook bij extreme omstandigheden zou niet worden ingegrepen in de populatie. Men rekende op natuurlijke regulatie van de grootte van de kuddes. Het gevolg hiervan was, dat wanneer de voedselvoorraad in het gebied uitgeput was er relatief veel dieren stierven. Hierop kwam veel kritiek van dierenartsen, paardenliefhebbers, dierenbeschermers en boeren. Zij wezen erop dat de dieren, die ze als vee zagen, verzorgd dienden te worden en dat de grazers onnodig leden. Een van de problemen was dat het gebied te klein was en migratie door de grazers naar en van omliggende gebieden niet mogelijk was. Als reactie op de kritiek is sinds eind 2004 een regime ingezet waarbij beheerder Staatsbosbeheer zieke en zwakke dieren die de winter niet zouden overleven kon afschieten om onnodig lijden te voorkomen.
Na aanhoudende protesten vanwege overbegrazing en wintersterfte als gevolg van de grote natuurlijke aanwas van de kuddes werd vanuit de politiek aan deskundigen om advies gevraagd. Naar aanleiding van onder meer dit rapport Van Geel besloot de provincie Flevoland in 2018 de aantallen grazers door menselijk ingrijpen sterk te verlagen. Verwacht wordt dat door de lagere dichtheden wintersterfte wordt voorkomen en struiken zich herstellen. De beheerder zal jaarlijks tijdig dieren afschieten of uitplaatsen om ongewenste groei van de populaties te voorkomen.

## Balans
Gezien de kostenvoordelen en de (veronderstelde) ecologische voordelen houden natuurbeheerders vast aan begrazing met grote grazers. In veel natuurgebieden in Nederland en België wordt jaarrond begraasd. Grootschalig gebeurt dat behalve in de reeds genoemde gebieden onder meer in Imbosch, Dwingelderveld, Hoge Kempen, Strabrechtse Heide, Kampina, Millingerwaard en Lauwersmeer.

## Voorbeelden grote grazers
Wilde grote grazers in Nederland zijn edelhert, ree en wild zwijn.
Landbouwhuisdieren die, deels half-wild/verwilderd, als grote grazer worden ingezet zijn rund (galloway, Schotse hooglander, heckrund, Spaanse gehoornde rassen zoals Maremmana, Maronesa, Sayaguesa, Limia en Tudanca), paard (konik, Exmoor-pony en andere), schaap (Soay),
Voorbeelden van in Nederland  niet in het wild voorkomende soorten, maar uitgezet, deels vanuit gefokte populaties, zijn wisent, moeflon en waterbuffel.